# Diclofenamide
La diclofenamide è un agente diuretico appartenente alla classe delle sulfonamidi o sulfamidici che agisce attraverso l'inibizione dell'anidrasi carbonica.

## Farmacodinamica
Diclofenamide è un inibitore dell'anidrasi carbonica, l'enzima che catalizza l'idratazione dell'anidride carbonica (CO2) ad acido carbonico che a pH fisiologico porta alla formazione degli ioni bicarbonato (HCO−3). Il farmaco riduce la pressione intraoculare in quanto diminuisce la secrezione di umore acqueo

## Farmacocinetica
Dopo somministrazione orale la diclofenamide viene ben assorbita nel tratto gastrointestinale.

L'effetto inizia entro un'ora dall'assunzione e si protrae per un periodo di 6-12 ore.

## Usi clinici
La diclofenamide viene usata per il trattamento di vari tipi di glaucoma: del glaucoma primario, della fase acuta del glaucoma secondario, del glaucoma cronico semplice, e nella fase pre-operatoria per il controllo della pressione intraoculare.

## Effetti collaterali ed indesiderati
In corso di terapia è possibile osservare disturbi a livello gastrointestinale, ed in particolare perdita d'appetito, nausea, vomito, costipazione intestinale.

Vengono anche segnalati aumento della diuresi, coliche renali, emicrania, confusione mentale, nervosismo, tremori, debolezza, astenia, vertigini.
In alcuni pazienti si sono registrate leucopenia ed agranulocitosi. Il trattamento prolungato può condurre ad ipokaliemia.

## Controindicazioni
La diclofenamide non deve essere somministrata nei soggetti che presentano ipersensibilità individuale verso il farmaco, nell'insufficienza epatica e renale e quando vi sia una netta diminuzione delle concentrazioni seriche di sodio e/o di potassio (iponatriemia e ipokaliemia).

## Dosi terapeutiche
In Italia la diclofenamide è disponibile in compresse da 50 mg per somministrazione orale, ma anche in fiale di 75 mg.

Il dosaggio viene modificato in base all'esigenza e alla risposta del paziente.

Normalmente il dosaggio iniziale nell'adulto è di 100–200 mg. Successivamente si somministrano 100 mg ogni 12 ore fino all'ottenimento del risultato desiderato.

Nel caso di un attacco acuto di glaucoma ad angolo chiuso la diclofenamide può essere associata ad agenti miotici ed osmotici al fine di ridurre rapidamente la tensione endoculare.

Nell'adulto il dosaggio di mantenimento è di 25–50 mg, 1-3 volte al giorno.

## Interazioni
- Ciclosporina: gli effetti collaterali possono essere accentuati dalla co-somministrazione con diclofenamide.
- Primidone: diminuzione dell'efficacia del farmaco e minor controllo delle convulsioni.
- Litio: la diclofenamide può ridurre i livelli ematici di litio.
- Diflunisal: possibile incremento dell'attività e degli effetti collaterali della diclofenamide.